# Myristicaceae
Las miristicáceas (Myristicaceae) son una familia de Angiospermas del Orden Magnoliales. Consta de 20 géneros con unas 500 especies, que se distribuyen por los trópicos del Viejo y Nuevo Mundo.

## Descripción

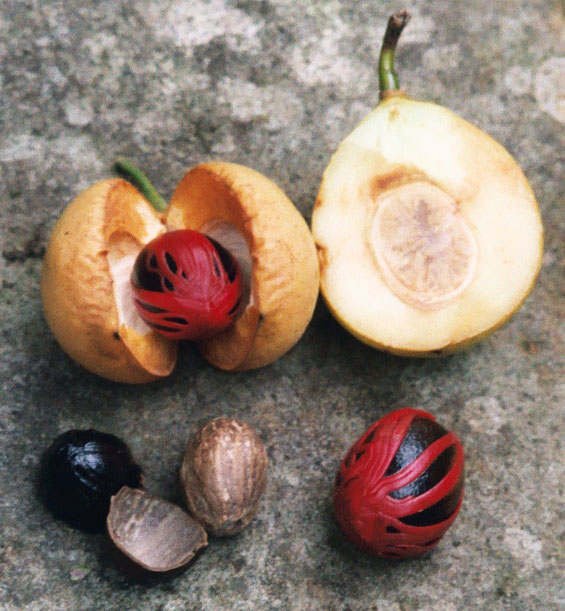
Fruto y semillas con arilo rojo de Myristica fragrans

- Árboles de tamaño medio, raramente arbustos o bejucos, perennes, raramente caducos, aromáticos, con aceites esenciales, con pelos uniseriados, ramificados, frecuentemente estrellados o en T.
- Hojas simples, enteras, pinnatinervias, alternas, frecuentemente dísticas, a veces pseudoverticiladas, algunas veces con puntos pelúcidos, sin estípulas, vernación conduplicada o convoluta. Estomas paracíticos. Astrosclereidas presentes en Iryanthera, Horsfieldia y Knema.
- Tallos con crecimiento monopódico, las ramas frecuentemente en pisos regulares; cilindro continuo, floema secundario en capas alternantes; tubos taniníferos en el floema y en el parénquima axial conteniendo una resina usualmente amarilla, rosa o roja que endurece al aire. También aparecen células oleíferas en el parénquima radial de algunas especies de Knema, Myristica y Virola. Nodos trilacunares.
- Plantas dioicas, raramente monoicas.
- Inflorescencias en panícula o en racimo fasciculado, a veces aparentemente en dicasio, axilares, raramente terminales, brácteas en su mayoría caducas, bracteolas (0-)1(-2).
- Flores pequeñas, actinomorfas, infundibuliformes, campanuladas o urceoladas, amarillentas, amarillas, rosas o rojas, a veces olorosas. Perianto univerticilado, tépalos (2-)3(-5), soldados basalmente, valvados, a menudo carnosos. Flores masculinas con 2-40 estambres, sus filamentos parcial o totalmente soldados (monadelfos), formando una columna, en cuyo extremo están las anteras, libres o adnatas, e incluso connatas entre sí, tetrasporangiadas, tecas frecuentemente septadas, extrorsas (rara vez latrorsas), de dehiscencia longitudinal, conectivo usualmente prolongado. Flores femeninas con un carpelo superior incompletamente cerrado, sésil o cortamente estipitado, estilo visible o ausente, estigma más o menos bilobulado; un óvulo por carpelo, anátropo, raramente subortótropo o hemiortótropo, bitégmico, crasinucelado, placentación subbasal a basal.
- Fruto en legumbre carnosa, coriácea o leñosa, de apertura dorsal y ventral, dejando 2 valvas, excepto en Scyphocephalium, de grandes frutos indehiscentes.
- Semilla una por carpelo, cubierta por un arilo crustáceo a carnoso, laciniado a entero, amarillo a rojo, o bien este rudimentario o ausente, endospermo a menudo ruminado, embrión pequeño, recto, con 2 cotiledones.
- Polen navicular a subgloboso, sulcado, sulcoidado o ulcerado, a veces con formas transicionales, aperturas poco definidas por lo que puede parecer inaperturado, exina tectada a semitectada, raramente intectada, granular a columelada, téctum perforado, raramente imperforado.
- Número cromosómico: 2n = 38, 42, 44, 50, 52, ca. 102, ca. 280; esta poliploidía frecuente se considera de origen antiguo.

## Ecología
Algunos de los caracteres anatómicos que presenta esta familia hace pensar que en épocas pasadas podían vivir en ambientes xéricos, si bien ahora sus especies están ligadas a las selvas tropicales húmedas. La polinización de las especies con antesis nocturna la efectúan pequeños escarabajos (p. ej., en Myristica fragrans la efectuaría el coleóptero antícido Formicomus braminus) a cambio de polen. El fuerte olor floral que atrae escarabajos se desprende de los extremos de los conectivos estaminales. Sin embargo, a Myristica myrmecophila probablemente la polinizan hormigas. La dispersión de las semillas la llevan a cabo principalmente aves, atraídas por los llamativos arilos; ocasionalmente intervienen monos y roedores. Algunas especies de Horsfieldia son hidrócoras.

## Fósiles
Se ha descrito madera fósil del Cretácico superior del Sahara como un género incluido en esta familia, Myristicoxylon.

## Fitoquímica
El leño de Scyphocephalium, Brochoneura e Iryanthera contiene sílice. Presentan peculiares flavonoides (5-deoxiflavona, 5-deoxiisoflavona, 1,3-diarilpropanos y 1,3-diaril-2-hidroxipropanos y policétidos del tipo de la acetogenina (alquilsalicilato, acilfloroglucinol, arilalquilbutirolactonas). También poseen proantocianidinas, neolignanos (otobaína, un fungicida, y ácido nordihidroguayarético, un potente antioxidante), ácido tíglico, ácido angélico y alcaloides del tipo de la triptamina. Los ocolignanos fueron aislados de Scyphocephalium mannii.

## Usos
El producto más importante de la familia con diferencia es la nuez moscada, semilla del moscadero (Myristica fragrans), árbol originario de Malasia, aprovechándose como especia tanto la semilla como su arilo, este con el nombre de macís; en América del Sur se usa otra especie, la nuez moscada de otoba (Otoba novogranatensis). Tienen aplicaciones también en farmacopea como carminativo y en perfumería. El alucinógeno (un derivado de la triptamina) que inhalan los indios de algunas tribus amazónicas se obtiene de la corteza de Virola elongata y otras especies cercanas. La madera de algunas especies asiáticas y americanas tiene uso comercial local, como es el caso del gabón, cuangare o sangre de toro (Otoba parvifolia) en América del Sur.

## Posición sistemática
Las miristicáceas, desde su descripción, han sido consideradas como un grupo primitivo de Angiospermas, pero siempre se han considerado como bastante aisladas y con relaciones no muy claras con Annonaceae e incluso con Canellaceae. El APW (Angiosperm Phylogeny Website) considera que es el grupo basal del Orden Magnoliales y hermano de todas las restantes familias (cf. AP-website).

## Táxones genéricos
Introducción teórica en Taxonomía

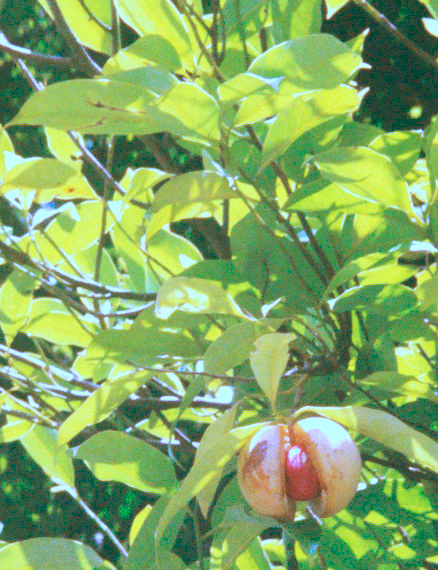
Planta y fruto de Myristica fragrans

La sistemática interna de la familia no está nada clara, si bien los últimos análisis filogenéticos sobre datos morfológicos y moleculares (p.ej. Sauquet, 2004) permiten distinguir tres grupos monofiléticos: uno, integrado por Compsoneura, Endocomia, Virola, Bicuiba, Haematodendron, Iryanthera y Osteophloeum; un segundo grupo, integrado por Myristica y Paramyristica, relacionado con el anterior y con los géneros Gymnacranthera, Horsfieldia, Knema y Scyphocephalium de manera indefinida, y un tercer grupo basal respecto de los anteriores, principalmente integrado por géneros africanos y malgaches, que incluye Otoba (americano), Coelocaryon y Pycnanthus por un lado, y Staudtia, Cephalosphaera, Doyleanthus, Brochoneura y Mauloutchia, por otro. La diversificación de líneas evolutivas parece ser reciente (21-15 Ma) y el centro de origen de la familia se sitúa en África, de donde pasó a Asia y América.
La siguiente clave permite separar los géneros de esta familia (no se incluyen Bicuiba y Paramyristica):
- Flores directamente en las ramas o en braquiblastos simples a 2-4-furcados.

- Bracteola del pedicelo floral separada de la flor. Columna estaminal apicalmente en forma de disco. Arilo completo o cortamente laciniado en el ápice.

Knema Lour., 1790. Sureste de Asia y Malasia.
- Bracteola inserta directamente debajo del perianto. Columna estaminal alargada, no en disco. Arilo profundamente laciniado.

Myristica Gronov., 1755. Sur y sureste de Asia, Indonesia, Nueva Guinea, Micronesia, Australia.
- Flores en inflorescencias compuestas.

- Inflorescencias parciales capituliformes, o un único capítulo globoso.

- Arilo rudimentario. Planta monoica. Endospermo no ruminado. Anteras 6-10.

Brochoneura Warb., 1897. Madagascar.
- Arilo desarrollado. Planta dioica, si monoica, endospermo ruminado y anteras 2-4.

- Arilo completamente laciniado.

- Endospermo no ruminado. Nervios terciarios foliares reticulados. Flores en grandes capítulos separados.

Cephalosphaera Warb., 1904. África oriental.
- Endospermo ruminado. Nervios terciarios foliares paralelos. Flores en capítulos confluyentes, apretados.

Pycnanthus Warb., 1895. África central, occidental y meridional.
- Arilo entero, raramente laciniado apicalmente.

- Anteras 6-10. Flores pediceladas.

Scyphocephalium Warb., 1896. África occidental.
- Anteras 3-4. Flores sésiles.

- Capítulo solitario, pedunculado. Endospermo no ruminado.

Staudtia Warb., 1897. África occidental.
- Capítulos en inflorescencias compuestas. Endospermo ruminado.

Horsfieldia Willd., 1806. Sur y sureste de Asia, Indonesia, Nueva Guinea, Micronesia.
- Inflorescencias parciales más o menos laxas, nunca capituliformes.

- Arilo desarrollado. Filamentos completamente monadelfos.

- Pedúnculo de la inflorescencia parcial apicalmente disciforme, rodeado de un involucro cuando joven. Endospermo internamente hueco.

Coelocaryon Warb., 1895. África central y occidental.
- Pedúnculo de la inflorescencia parcial delgado apicalmente, sin involucro. Endospermo macizo.

- Arilo profundamente laciniado casi o hasta la base.

- Anteras libres o solo basalmente adnatas al ápice de la columna.

Otoba (A. DC., 1855) H. Karst., 1882. América central y meridional.
- Anteras adnatas a la columna adaxialmente.

- Anteras 2-6(-7).

- Planta dioica. Brácteas caducas. Anteras (2-)3-6(-7). Fruto pubescente, dehiscente. Endospermo ruminado.

Virola Aubl., 1775. América central y meridional.
- Planta monoica. Brácteas persistentes. Anteras 3-4. Fruto glabro, indehiscente. Endospermo no ruminado.

Doyleanthus Sauquet, 2003. Madagascar.
- Anteras 6-30.

- Flores normalmente de más de 3 mm de largo, con bracteola. Brazos de los pelos de igual longitud.

Myristica, en parte.
- Flores normalmente de menos de 3 mm de largo, sin bracteola. Brazos de los pelos desiguales en longitud.

Gymnacranthera Warb., 1896. Sur de la India, Malasia e Indonesia hasta Nueva Guinea.
- Arilo entero o a lo sumo laciniado hasta la mitad.

- Flores globosas a claviformes.

- Planta dioica. Perianto amarillo por dentro, glabro. Lóbulos del perianto erectos a suberectos en la antesis. Testa no variegada.

Horsfieldia en parte.
- Planta monoica. Perianto crema a rojo brillante por dentro, peloso-papiloso. Lóbulos del perianto patentes a reflejos en la antesis. Testa variegada.

Endocomia W.J. de Wilde, 1984. Sureste de Asia hasta Nueva Guinea.
- Flores infundibuliformes, a veces campanuladas.

- Nervios foliares terciarios aubparalelos, casi perpendiculares al nervio medio. Semilla bicolor, negra y purpúrea. Columna estaminal obcónica.

Compsoneura Warb., 1896. América central y meridional.
- Nervios foliares terciarios anastomosados. Semilla monocroma. Columna estaminal cónica.

- Anteras 3-4(-6). Arilo apicalmente laciniado. Pelos de las ramas jóvenes con 1-2 ramas.

Iryanthera Warb., 1896. América central y meridional.
- Anteras 12-14. Arilo entero. Pelos de las ramas jóvenes pluriramificados.

Osteophloeum Warb., 1897. América del Sur.
- Arilo rudimentario o ausente, si desarrollado, filamentos parcialmente libres.

- Planta dioica. Endospermo ruminado. Flores infundibuliformes. Lóbulos del perianto soldados en tubo corto en la base. Arilo usualmente ausente, rara vez rudimentario.

Haematodendron Capuron, 1975. Madagascar.
- Planta monoica. Endospermo no ruminado. Flores urceoladas. Lóbulos del perianto libres hasta la base. Arilo usualmente rudimentario, rara vez desarrollado.

- Anteras libres. Filamentos monadelfos solo en la base. Al menos las flores masculinas pediceladas. Fruto ornamentado. Estilo desarrollado.

Mauloutchia Warb., 1897. Madagascar.
- Anteras adnatas a la columna adaxialmente. Filamentos totalmente monadelfos. Flores casi sésiles. Fruto liso. Estilo casi ausente.

Brochoneura, en parte.